# Opius aldrichi
Opius aldrichi är en stekelart som beskrevs av Muesebeck 1958. Opius aldrichi ingår i släktet Opius och familjen bracksteklar. Inga underarter finns listade i Catalogue of Life.